# Grottes des Beni Add
La grotte des Beni Add est une grotte qui se situe au parc national de Tlemcen qui est à environ 10 kilomètres de la ville de Tlemcen. Cette grotte a environ 65 000 ans et a été rouverte en juillet 2006.

## Galerie

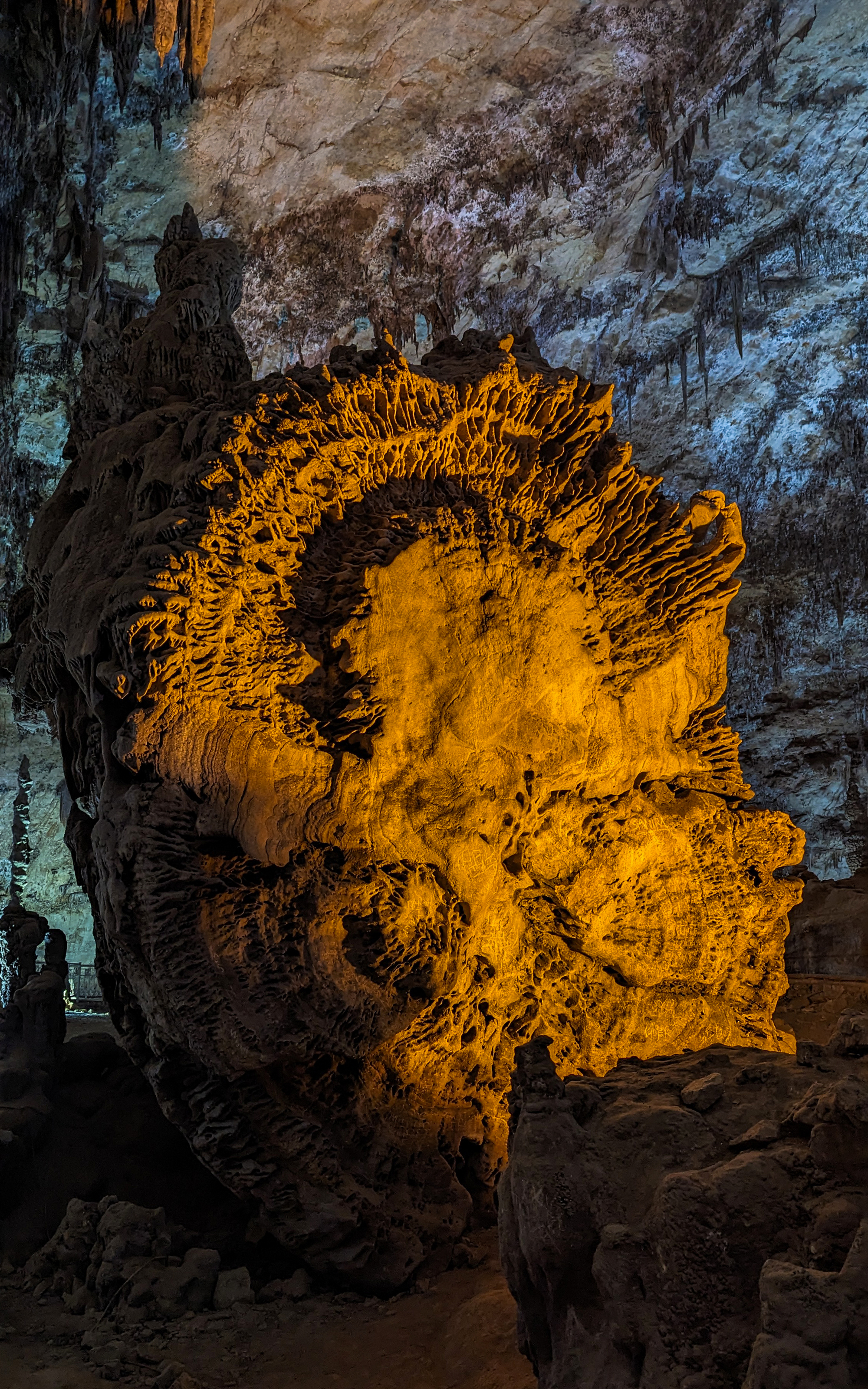